# 砂に埋もれる犬

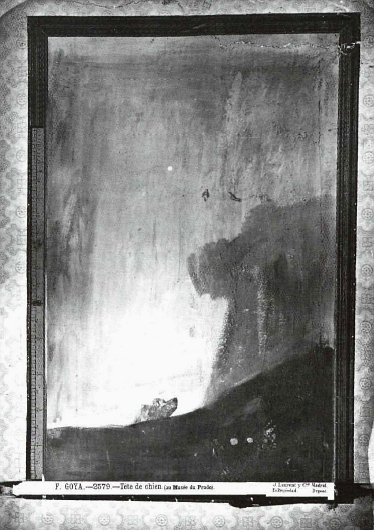
壁からはがされる前に撮影された『砂に埋もれる犬』。

『砂に埋もれる犬』（すなにうもれるいぬ、西: Perro semihundido, 英: The Drowning Dog）あるいは単に『犬』（いぬ、英: The Dog）は、スペインのロマン主義の巨匠フランシスコ・デ・ゴヤが1820年から1823年に制作した絵画である。油彩を使用した壁画。『砂に埋もれる犬』は70代半ばのゴヤが1819年から1823年にかけて一人で暮らし、深刻な精神的・肉体的苦痛に苦しんでいたときに、自身の邸宅キンタ・デル・ソルドの屋内の壁面に描いた14点の壁画連作の1つである。これら14点の壁画は暗い顔料や黒を多用したこと、また主題が暗いことから、《黒い絵》として広く知られている。そのうち『砂に埋もれる犬』はキンタ・デル・ソルド2階のドアの横の壁面に描かれたもので、《黒い絵》の中で最も神秘的かつ謎めいた作品である。ゴヤは壁画を一般公開するつもりはなく、ゴヤがスペインを去ってから50年が経過するまでキンタ・デル・ソルドから剥がされなかった。現在はマドリードのプラド美術館に所蔵されている。

## 制作背景
1819年、ゴヤはマドリード近くのマンサナーレス川のほとりにあるキンタ・デル・ソルド（「聾者の別荘」の意）という名前の小さな2階建ての邸宅を購入した。この名称は耳が聞こえなかった前の居住者にちなんで名付けられた。ゴヤもまた1792年に罹患した病気（おそらく鉛中毒）の結果として、偶然にも機能性難聴であった。1824年にフランスのボルドーに移住するまでの数年間（1819年から1823年）で、ゴヤは邸宅の壁面に14点の壁画を制作し、直接油彩でこれらの作品を描いた。
73歳という年齢、そして生命に関わる2つの病気を生き延び、ゴヤは自身の死を心配していた可能性が高く、彼がキンタ・デル・ソルドに移る前の10年間にスペインを巻き込んだ紛争と、発展しつつある内戦にますます憤慨していた。実際、ゴヤはこの時期に連作《戦争の惨禍》（Los desastres de la guerra）を構成する版画を完成させていた。当初、ゴヤはより人をふるい立たせる図像で各部屋を装飾したが、やがてそれらすべてを今日では《黒い絵》として知られる強烈で忘れることができない絵画で塗りつぶした。制作を委託されたものではなく、一般公開を意図したものでもないこれらの絵画は、悪意、対立、絶望といった激しい場面の描写を伴うゴヤの暗澹たる気分を反映している。
キンタ・デル・ソルドで制作した作品にゴヤがつけた題名があるのかどうか、仮にあったとしてそれはどんな題名であったのかは不明である。現在知られている題名はゴヤの死後に他人が名づけたものであり、本作品はしばしば『犬』（A Dog）、『犬の頭』（Head of a Dog）、『埋もれた犬』（The Buried Dog）、『半ば溺れた犬』（The Half-Drowned Dog）、『半ば水没した犬』（The Half-Submerged Dog）、より口語的には『ゴヤの犬』（Goya's Dog）、またはスペイン語の名前『エル・ペーロ』（El Perro, 犬の意）、『半ば埋められた犬』（Perro Semihundido）といった、共通の題名のバリエーションによって識別される。

## 作品
絵画は上部の黄土色の荒れた「空」と、右上に傾斜するにつれて暗転する小さく傾斜しながら湾曲した暗褐色の坂の、不均等な2つのセクションに分かれている。この下部の上には犬の頭部が見え、鼻先を持ち上げ、耳を後ろに引き、目は右上を見ている。ぼんやりとかすれた暗い形が犬の上に迫っている。これは損傷を受けたか、意図された含有物と見なされることもあるが、一般的に、ゴヤが『砂に埋もれる犬』を描く前に壁面を覆っていた初期の壁画と考えられている。
本作品の犬の謎めいた描写はゴヤの意図について無数の解釈を生んだ。絵画は、しばしば悪意ある力に対する人間の無益な闘争の象徴的な描写と見なされている。犬の身体を覆い隠している黒く傾斜したマッス（塊の意）は、犬が埋まることになった流砂、土、あるいは他の物質であると想像されている。犬は自分自身を解放するために苦労したが失敗したため、今やできることが何もなく、決して来ることのない神の助けを願って空を見上げている。絵画の大部分を構成する広大な縦長の「空」は、犬の孤立感と状況の絶望感を強めている。他の人は、犬が暗いマッスの上で慎重に頭を上げていると見なし、画面の外にある何かに恐怖を感じているか、おそらく放置され、孤独を感じ、無視されるイメージと見なしている。美術評論家ロバート・ヒューズは「それが何を意味するのかは分からないが、そのパトスは私たちを物語の下のレベルに移動させる」と述べている。

## 来歴

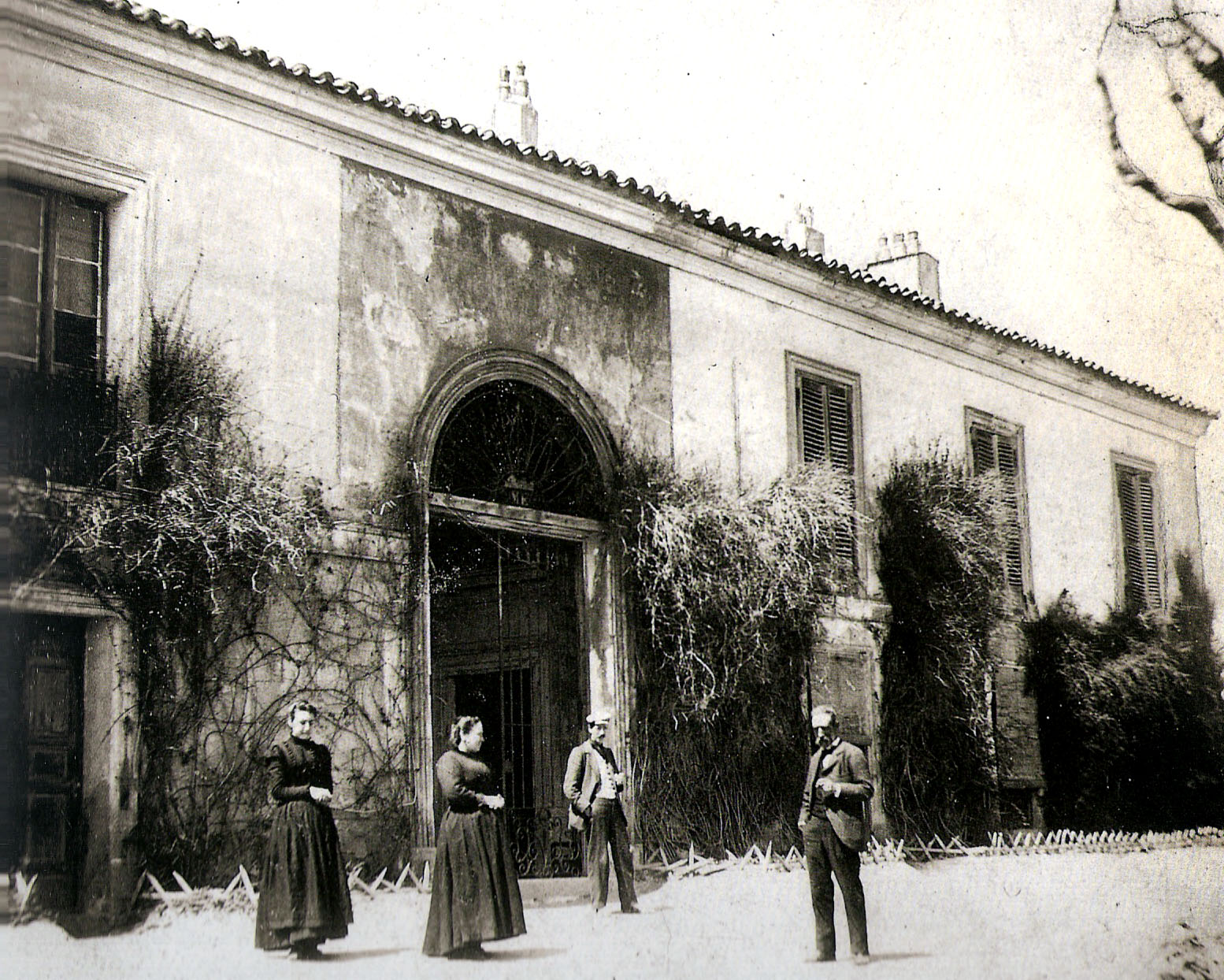
1900年頃に撮影されたキンタ・デル・ソルド。

一般公開を意図していなかった《黒い絵》は、今日ではゴヤの最も重要な作品の1つとして見られている。1823年にゴヤがフランスに自主亡命したとき、彼はキンタ・デル・ソルドを孫のマリアーノ・ゴヤ（Mariano Goya）に譲渡した。マリアーノは1833年にハビエル・ゴヤ（Javier Goya）に売却したが、1854年にはマリアーノに返還された。その後1859年にセグンド・コルメナレス（Segundo Colmenares）、1863年にルイ・ロドルフ・クーモン（Louis Rodolphe Coumont）が購入した。1873年にドイツ系フランス人の銀行家フレデリック・エミール・デルランジェ男爵がキンタ・デル・ソルドを購入すると、ひどく劣化した壁画の保存を依頼し、プラド美術館の主任修復家サルバドール・マルティネス・クベルスの指示の下、キャンバスに移し替えられた。

デルランジェは1878年のパリ万国博覧会で《黒い絵》を展示した後、最終的にそれらをスペイン政府に寄贈した。壁画はプラド美術館に移され、1889年以降展示されている。1900年にはフランスの写真家ジャン・ローランが1873年頃に撮影した写真がプラド美術館のカタログに初めて掲載された。キンタ・デル・ソルドは1909年頃に取り壊された。壁画の経年劣化と、朽ちかけた漆喰をキャンバスに移し替える繊細な作業の過程で大きな損傷を避けることができず、いくつかの細部が失われた可能性があり、ほとんどの壁画は修復作業が必要であった。画面右上のおぼろげな暗い形はしばしば損傷と見なされるが、それほどひどい損傷を被っていないように見える。

## 影響
ゴヤの影響は、フランスのナビ派の画家ピエール・ボナールが『赤いチェックのテーブルクロス』（The Red-Checkered Tablecloth）で描いた犬に見ることができるが、ボナールの陽気で明確な絵画の雰囲気はゴヤの不明瞭な作品と正反対である。

## 評価

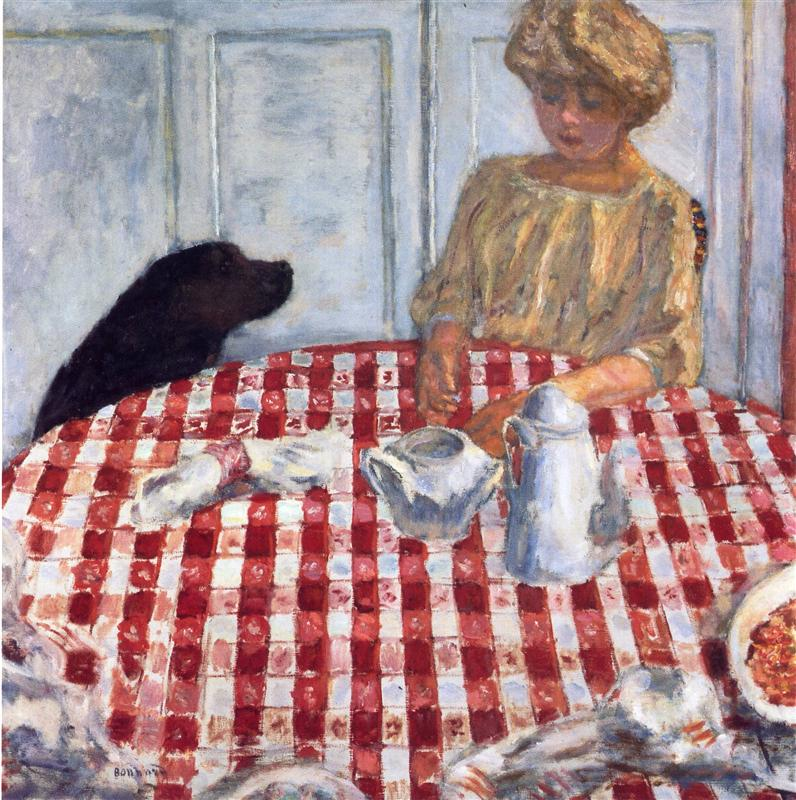
ピエール・ボナールの絵画『赤いチェックのテーブルクロス』。

ゴヤは絵画が最初に公開される以前に死去していた。20世紀後半のスペインを代表する画家アントニオ・サウラは、『砂に埋もれる犬』を「世界で最も美しい絵」と考え、アントニオ・サウラの同時代の画家・抽象芸術家ラファエル・カノガーはそれを「視覚詩」と呼び、西洋における最初の象徴主義絵画として引用した。スペイン出身の画家パブロ・ピカソは特に本作品を選ぶことはしなかったが、《黒い絵》を大いに称賛し、スペインの20世紀の画家ジョアン・ミロは、プラド美術館を最後に訪れた際に、2枚の絵画『砂に埋もれる犬』とディエゴ・ベラスケスの『ラス・メニーナス』の鑑賞を求めた。プラド美術館のキュレーターであるマヌエラ・メナは「『砂に埋もれる犬』の前で祈らない現代画家は世界に1人もいない」と述べた。
マイケル・ナイマンとヴィクトリア・ハーディ（Victoria Hardie）によるオペラ『ゴヤを見つめて』（Facing Goya）の冒頭のセリフは、本作品に直接言及した「砂に溺れる犬」（Dogs drowning in sand）である。

## ギャラリー
キンタ・デル・ソルド2階の他の壁画

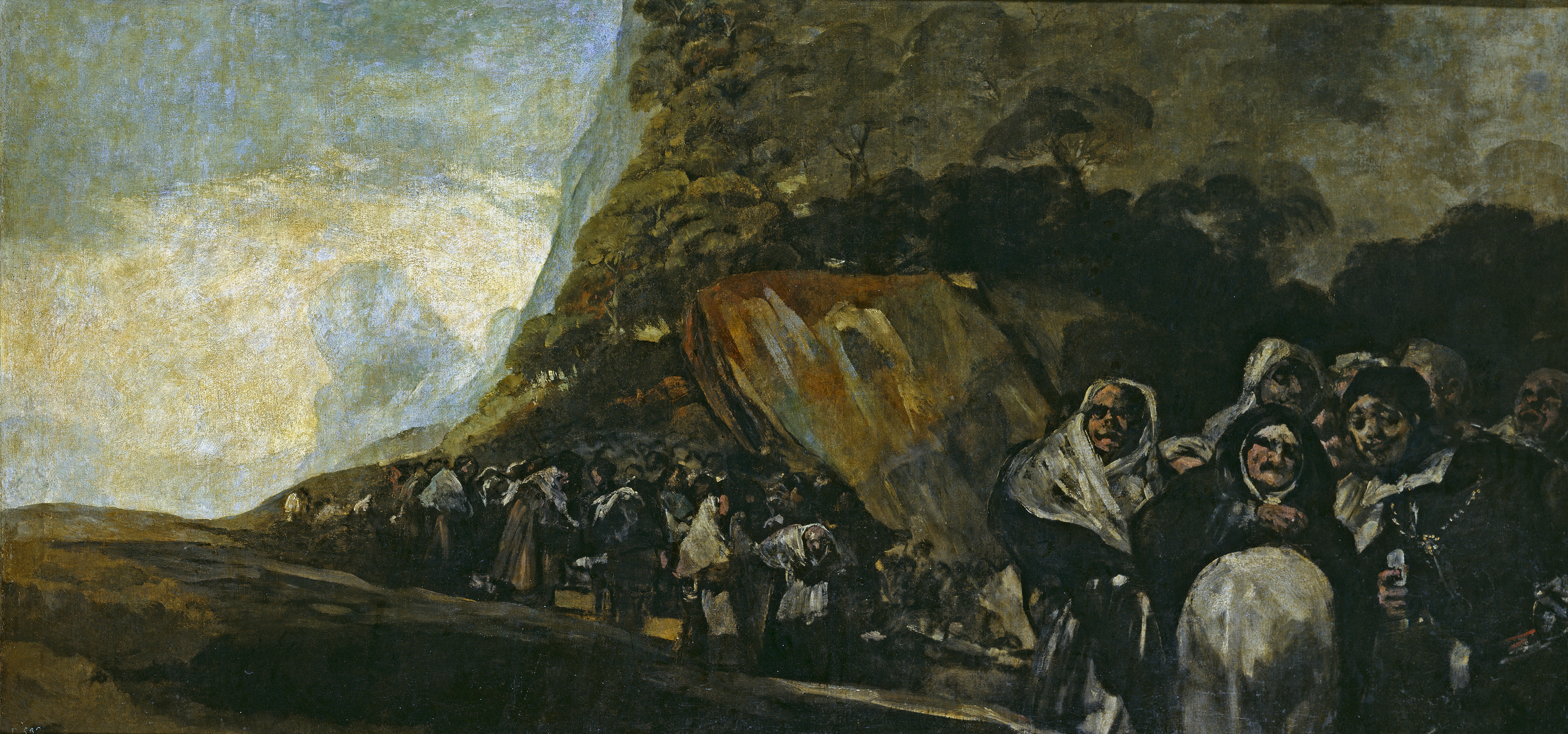
『異端審問』
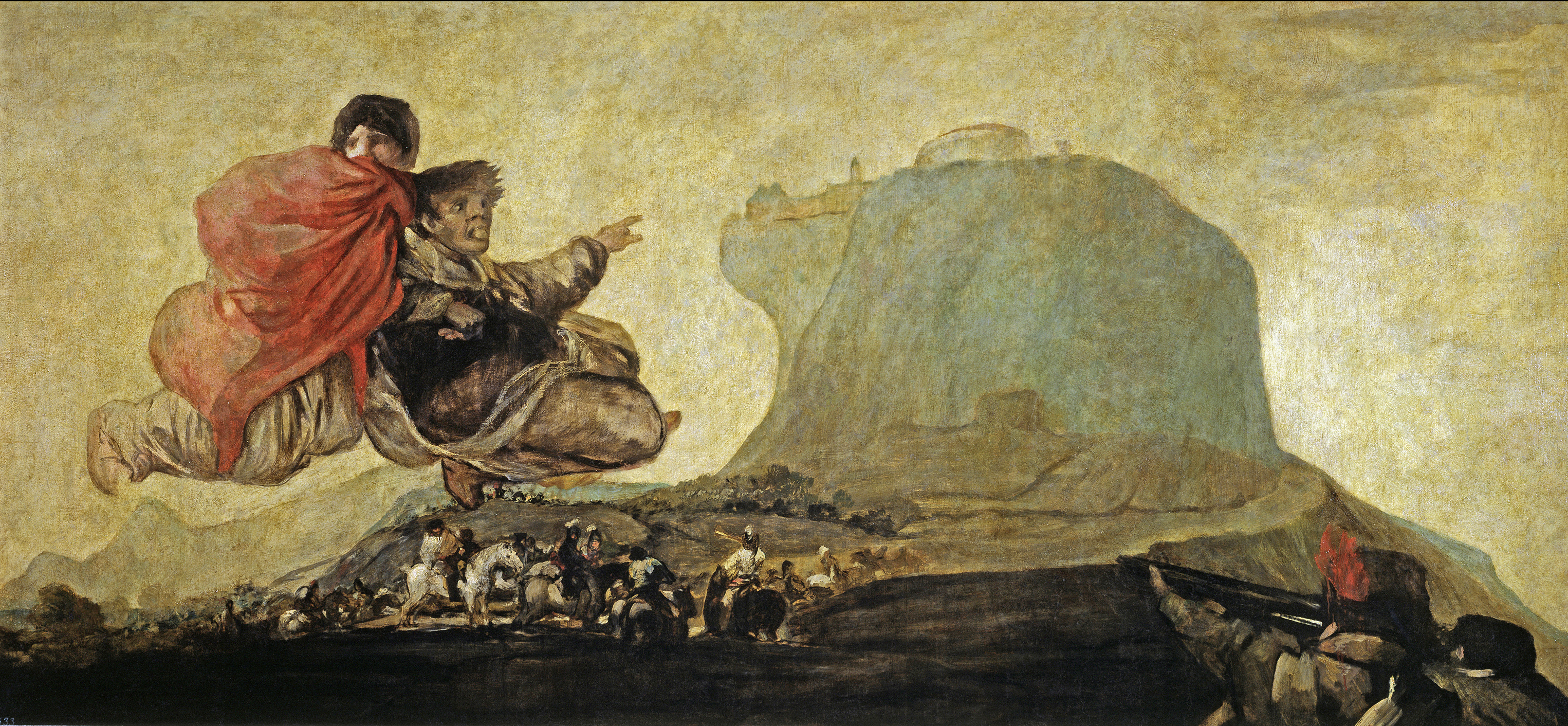
『アスモデウス』
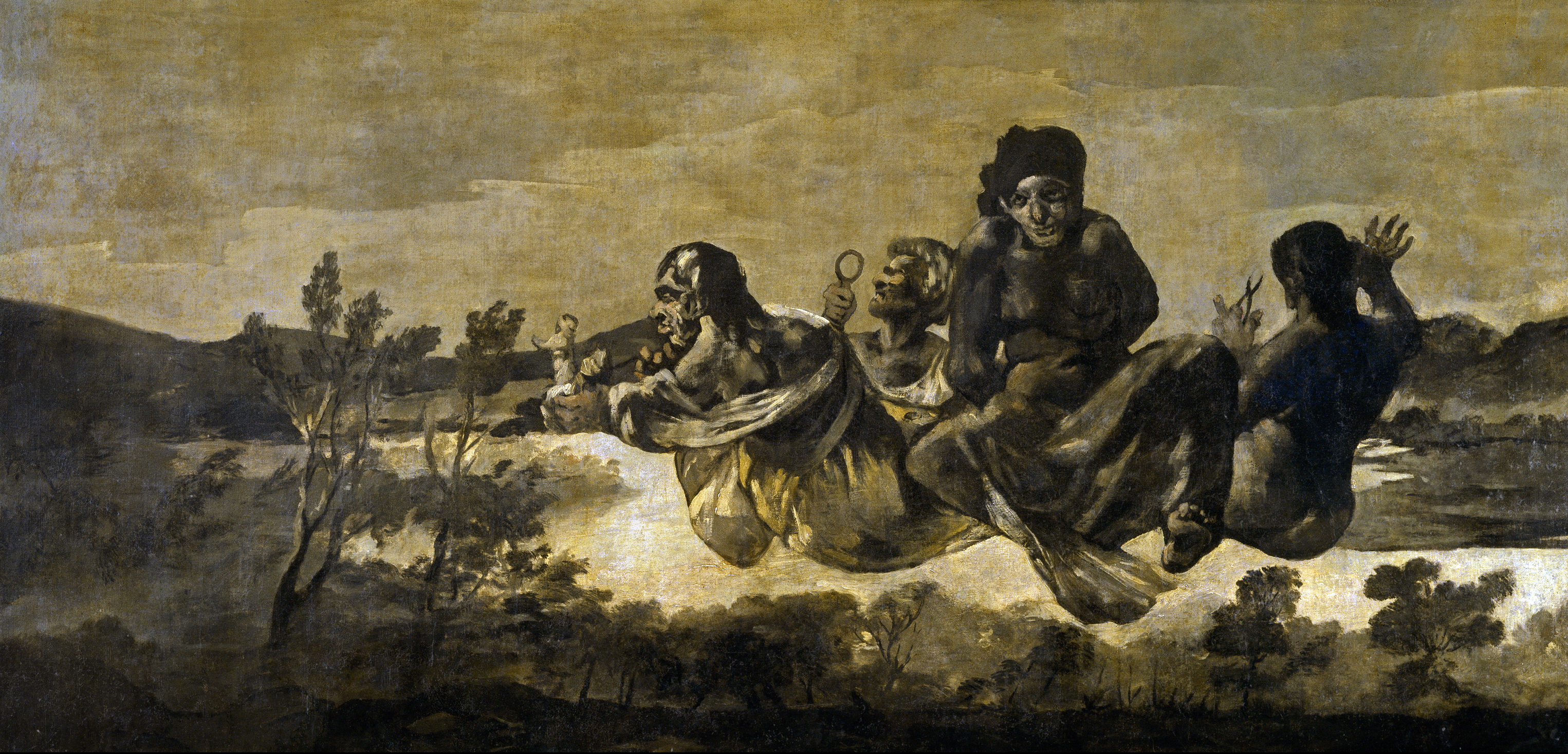
『運命の女神たち』
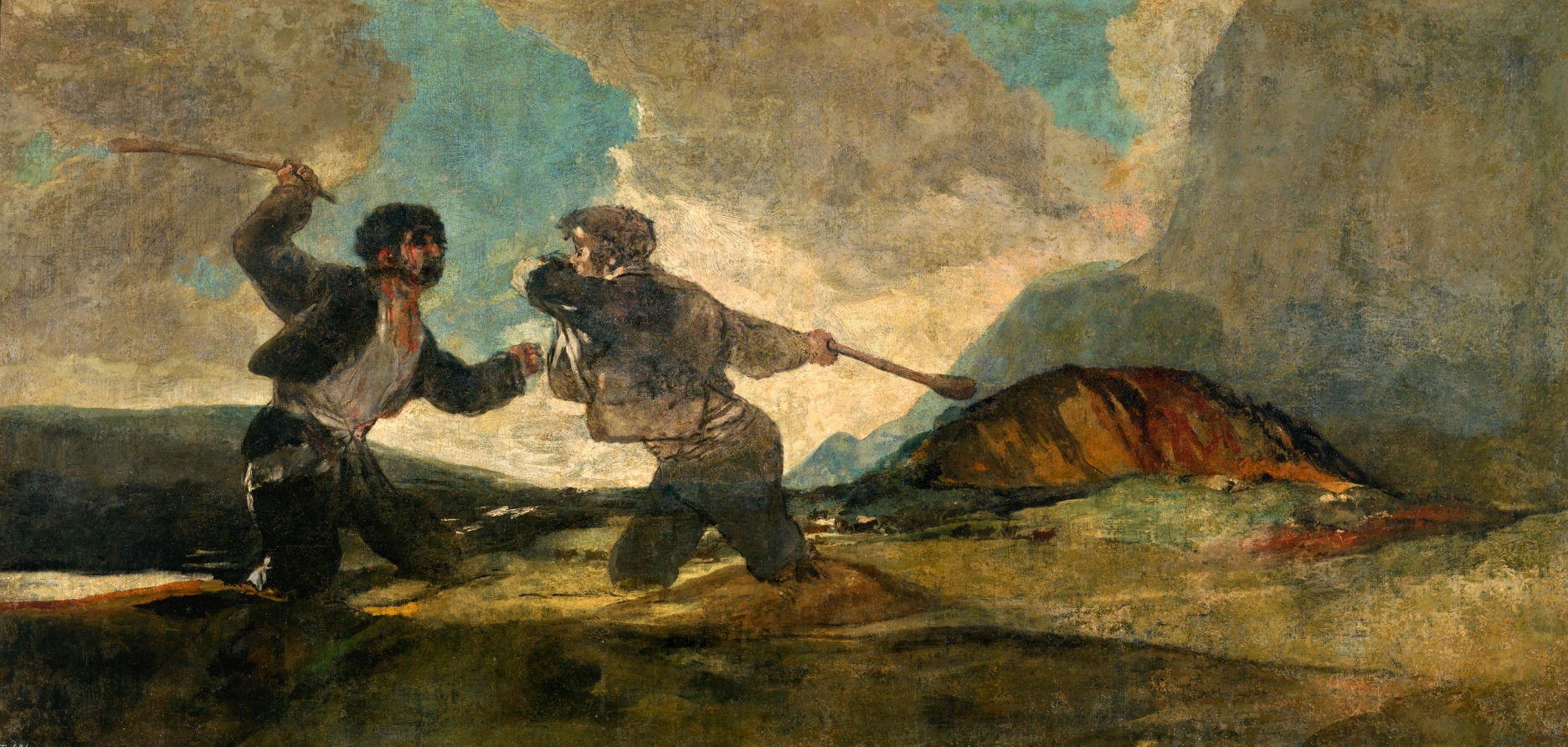
『棍棒による決闘』
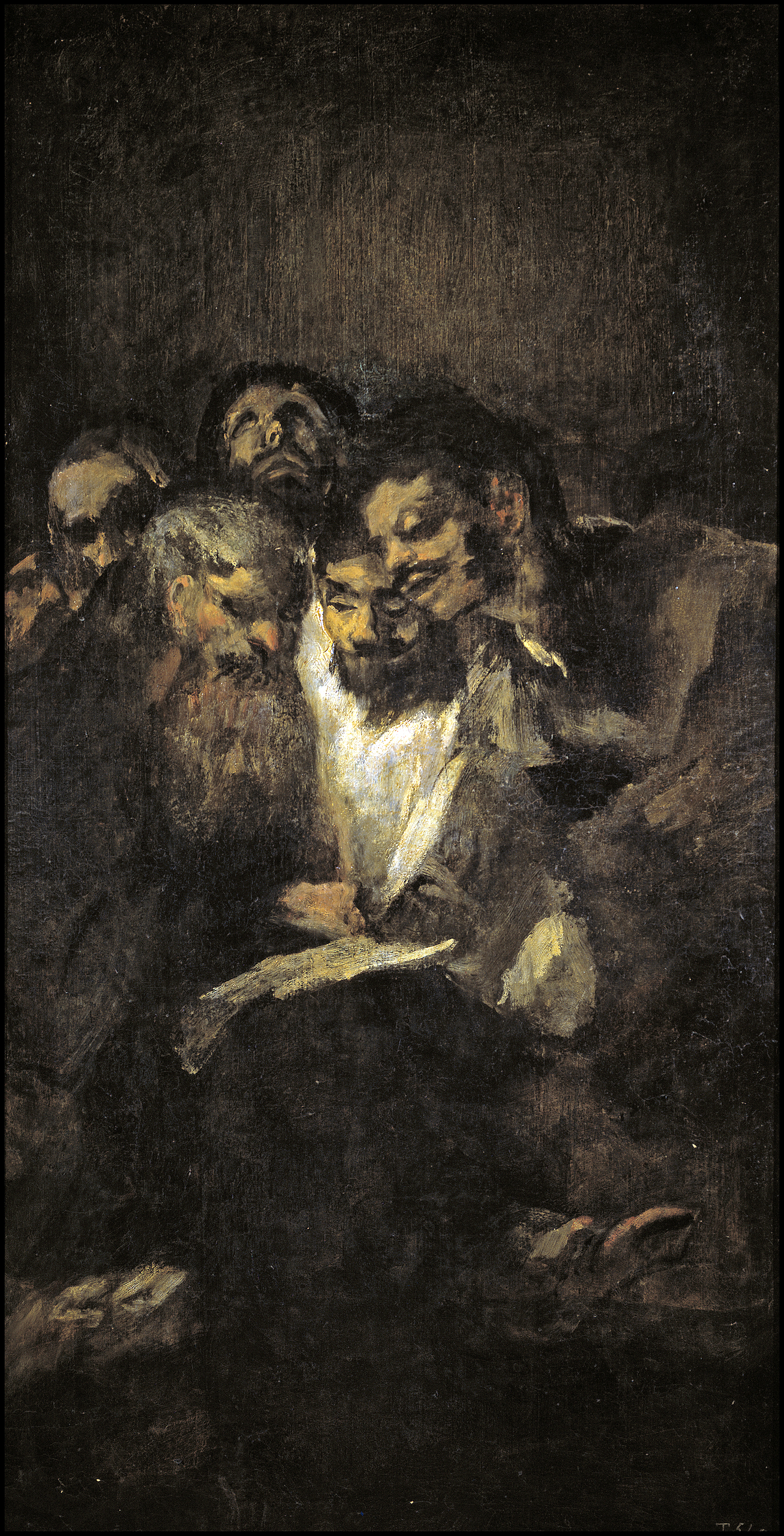
『読書』
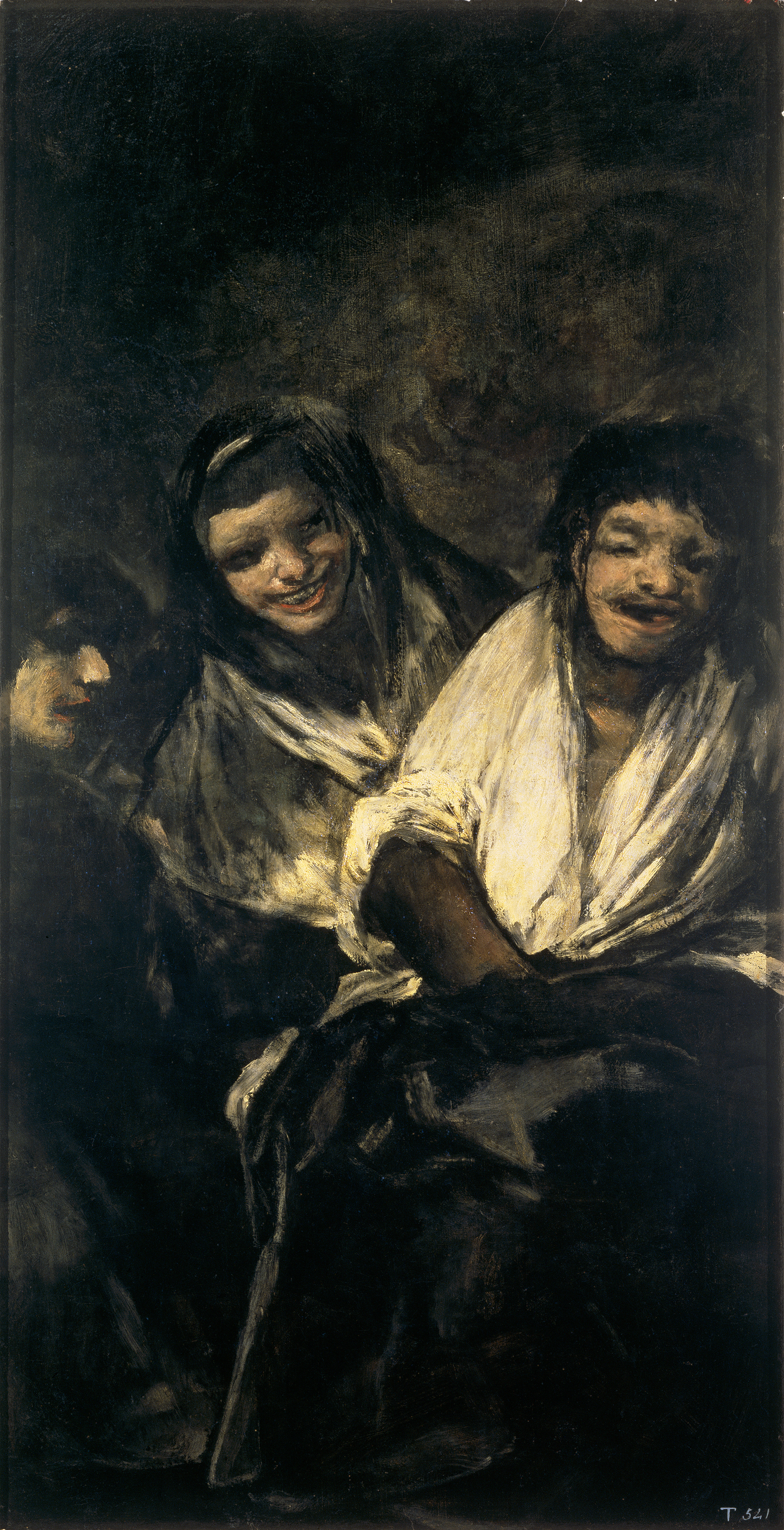
『自慰する男を嘲る二人の女』